# Susan Estrich
Susan Estrich (16 de desembre de 1952) és una advocada, professora, autora, operativa política i comentarista política nord-americana. És coneguda per exercir com a directora de campanya de Michael Dukakis el 1988 (ser la primera dona que va dirigir la campanya presidencial d'un candidat important del partit des que Belle Moskowitz va gestionar la campanya d'⁣Al Smith el 1928) i per exercir el 2016 com a assessora legal de l'antic president de Fox News, Roger Ailes.

## Primers anys de vida i educació
Estrich va néixer a Lynn, Massachusetts, fou la segona de tres fills d'Helen Roslyn Freedberg, directora d'oficina mèdica, i Irving Abraham Estrich, advocat. Va créixer a Marblehead, a Massachusetts North Shore, on va assistir a l'escola Dr Samuel C Eveleth.
Estrich es va graduar a Phi Beta Kappa, la societat honorífica i acadèmica més antiga dels Estats Units, al Wellesley College el 1974, i va rebre el seu títol de doctorat a la Facultat de Dret de Harvard el 1977. El 1976, Estrich va ser escollida la primera dona presidenta de la Harvard Law Review, on es va presentar contra Merrick Garland. El 1983, Estrich va ser elegida per a la Junta de Govern Nacional de la Causa Comuna.

## Carrera
Estrich va exercir com a secretària del jutge J. Skelly Wright de la Cort d'Apel·lacions dels Estats Units per al Districte de Columbia i el jutge John Paul Stevens de la Cort Suprema dels Estats Units el 1978-1979. El 1988, va ser la directora de campanya de la carrera presidencial de Michael Dukakis, tot i que mai havia dirigit una campanya política fins llavors. Va ser la primera dona cap d'una campanya presidencial important i la primera dona cap de campanya de l'era moderna.
Estrich apareix amb freqüència a Fox News com a analista jurídic i polític, i també substitueix Alan Colmes al programa de debat Hannity & Colmes. Ha estat membre del Consell de Col·laboradors Editorials d'USA Today. Escriu una columna impresa a escala nacional distribuïda a través del Sindicat de Creadors nord-americà.
Actualment, és professora de dret a la Facultat de Dret de la Universitat del Sud de Califòrnia i professora de ciències polítiques a la seva escola de grau afiliada. Abans d'incorporar-se a la facultat de la USC l'any 1989, va ser professora de Dret a la Universitat Harvard, on va ser una de les dones més joves de la història de l'escola a rebre el càrrec. El 10 de gener de 2008, Estrich es va incorporar a Quinn Emanuel Urquhart & Sullivan, LLP, un despatx d'advocats amb seu a Los Angeles, on va presidir la seva àrea de pràctica d'Estratègia Pública en Litigació d'Alt Perfil: Relacions amb els Mitjans.
En diversos llibres d'Estrich, com Sex & Power i The Case for Hillary Clinton, parla de la seva experiència com a supervivent d'una violació. En el seu llibre Real Rape per exemple parla de la història de la llei de violació als Estats Units. El 2004, Estrich va desafiar l'editor de la pàgina editorial del Los Angeles Times, Michael Kinsley, per haver infrapresentat les dones a la pàgina editorial. Estrich es va expressar obertament durant la carrera presidencial de 2008, especialment sobre el tema de les dones en política a la llum de les candidatures d'⁣Hillary Clinton i Sarah Palin. Estrich va donar suport a Clinton a les primàries demòcrates, i va ser molt crític amb Palin.
Estrich i l'antic president de la Unió Americana de Llibertats Civils a Massachusetts, Harvey A. Silverglate, es van unir als advocats que representaven dos suposats finançadors d'Al-Qaeda de Boston, Emadeddin Z. Muntasser i Muhammed Mubayyid, que van ser acusats l'11 de maig de 2005 per mentir sobre la veritable naturalesa de la seva organització i les seves activitats benèfiques i exemptes d'impostos. En la seva petició d'acomiadament del 5 d'octubre de 2006, els advocats Estrich, Malick Ghachem, Norman Zalkind i Elizabeth Lunt van argumentar que els acusats van exercir legalment la seva llibertat religiosa i l'obligació de donar "zakat" (caritat islàmica). La seva moció cita el capítol 9, vers 60, de l'⁣Alcorà, que descriu "els que tenen dret a rebre zakat".
El juliol de 2016, Estrich va ser retinguda com a assessora legal de l'antic president de Fox News, Roger Ailes, a qui va conèixer durant la campanya de George HW Bush el 1988 i a qui considerava un amic íntim Ailes va perdre la feina després que diverses dones que treballaven per a Fox News l'acusessin d'assetjament sexual. Els seus atacs contra Gabe Sherman, periodista de Nova York Magazine que va trencar l'escàndol, van ser vists negativament per alguns que van considerar que la representació era incompatible amb la filosofia pro feminista d'Estrich.
L'octubre de 2018, Estrich es va incorporar a Boies Schiller Flexner LLP com a sòcia a la seva oficina de Los Angeles. El 2022, va representar a Leon Black, un inversor multimilionari i associat de Jeffrey Epstein, que va ser acusat de violar una dona el 2002 a qui Epstein l'havia presentat. Estrich va ser citat al·legant que l'acusació era "categòricament falsa" i "forma part d'un esquema per extorsionar diners al Sr. Black".

## Vida personal
El 1986, Estrich es va casar amb el guionista, professor i antic locutor Marty Kaplan, amb qui té una filla, Isabel, i un fill, James. Des de llavors s'han divorciat. És jueva, després d'haver celebrat convertir-se en bat mitsvà al Temple Israel a Swampscott, Massachusetts, i ha escrit sobre la seva religió a la seva columna d'opinió.

## En la cultura popular
Estrich és interpretat per Allison Janney a la pel·lícula Bombshell (2019).